# 韦瑟尔布伦
韦瑟尔布伦（德語：Wesselburen，發音：[vɛsl̩ˈbuːʁən] ⓘ）是德国石勒苏益格-荷尔斯泰因州迪特马申县的城市，面积5.13平方千米，2023年12月31日人口为3,545人。